# Toribio Rodríguez de Mendoza

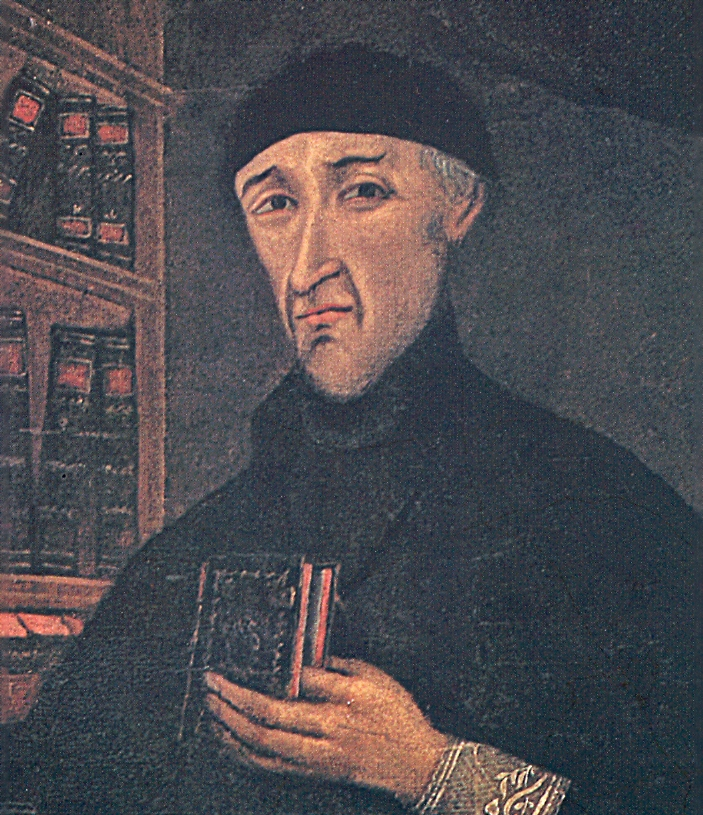
Toribio Rodríguez de Mendoza, Priester, Sacerdote und Aufklärer

Toribio Rodríguez de Mendoza (* 1750 in Chachapoyas, Peru; † 10. Juni 1825 in Lima, Peru) war ein Vordenker der peruanischen Unabhängigkeit. Er war ein geweihter Priester und Rechtsanwalt.

## Werdegang

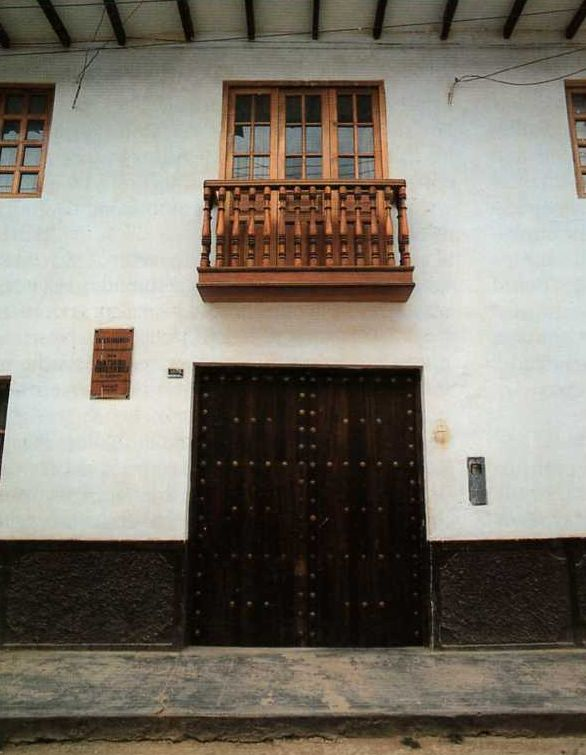
Das Haus des Toribio Rodriguez de Mendoza – heute ein Denkmal – in seiner Heimatstadt.

Rodríguez studierte im Seminar San Carlos und San Marcelo in Trujillo und danach im Seminar Santo Toribio in Lima. An der Universität San Marcos in Lima erwarb er seinen Doktortitel der Theologie im Jahre 1770. Als 1771 das „Real Convictorio de San Carlos“ gegründet wurde, ernannte man ihn zum Professor für Philosophie und Theologie. Er wurde zum Priester geweiht und zum Rechtsanwalt ernannt.

## Forschungsobjekte
Während seiner Zeit im Convictorio verstärkte er die Untersuchung der Naturwissenschaften und der Mathematik und setzte sich für eine Erweiterung der Fächer ein.
Außerdem war Toribio Rodríguez de Mendoza ein Mitglied der „Sociedad Academica Amantes del País“ (Akademische Gemeinschaft der das Land Liebenden), die zwischen 1790 und 1795 zweimal wöchentlich die Zeitschrift El Mercurio Peruano herausgab. Diese Zeitschrift beschäftigte sich neben der Philosophie mit Themen wie der Geographie, der Geschichte, der Wirtschaft und den Naturwissenschaften, wobei hier ein besonderes Augenmerk auf die Medizin gelegt wurde. Der erwünschte Effekt lag darin, Bildung zu vermitteln, aber nicht nur durch eine große Vielfalt von Wissen über Peru selbst, sondern durch die generelle Begeisterung der Peruaner für die Naturwissenschaften und das moderne wissenschaftliche Arbeiten.
Peru erlangte im Jahre 1821 seine Unabhängigkeit und es war José de San Martín der einen verfassunggebenden Kongress wählen ließ. Dieser Kongress, unter dem Präsidenten Francisco Xavier de Luna Pizarro (1780–1855) bestand zunächst aus zwei Kammern.
Als Abgeordneter für Trujillo saß er dem ersten peruanischen verfassunggebenden Kongress (Kongress der Republik Peru) im Jahre 1822 vor. Schließlich wurde er noch Vorsitzender der Anwaltskammer und Rektor der Universidad Mayor de San Marcos.
Am 10. Juni 1825 verstarb Toribio Rodríguez de Mendoza im Alter von 75 Jahren in Lima.